# Ob’ Bay
Die Ob’ Bay (russisch Обь Ob, deutsch ‚Ob-Bucht‘) ist eine Bucht an der Oates-Küste des ostantarktischen Viktorialands. Sie liegt zwischen dem Lunik Point und Kap Williams. Die Gletscherzunge des Lillie-Gletschers nimmt den östlichen Teil der Bucht ein. Seewärts liegen die beiden Sputnik-Inseln am Eingang zur Bucht. 
Kartiert wurde sie von Teilnehmern der Zweiten Sowjetischen Antarktisexpedition. Benannt ist sie nach dem sowjetischen Forschungsschiff Ob. Das Advisory Committee on Antarctic Names übertrug die russische Benennung im Jahr 1964 ins Englische.